# Tom Christian Merkens
Tom Christian Merkens (* 20. Januar 1990 in Neustadt am Rübenberge) ist ein ehemaliger deutscher Fußballspieler auf der Position eines defensiven Mittelfeldspielers.

## Karriere
Nach dem Jugendverein FC Wacker Neustadt, bei dem Merkens bis 2000 blieb, durchlief er in den Folgejahren bis 2009 sämtliche Jugendmannschaften bei Hannover 96. Unter Trainer Valérien Ismaël gehörte der wendige Mittelfeldspieler zum Stamm der 96er-Reserve. Von 2012 bis 2013 spielte Merkens daraufhin beim TSV Havelse, bei dem er ebenfalls Stammspieler war und so den VfL Osnabrück auf sich aufmerksam machte, der ihn zur Drittliga-Spielzeit 2013/14 verpflichtete, womit dies Merkens’ erste Profistation wurde. Seinen ersten Drittligaeinsatz hatte er zum Saisonstart am 21. Juli 2013 bei dem 3:0-Auswärtserfolg gegen den Chemnitzer FC, als er in der Startaufstellung stand und in der 89. Minute für David Pisot ausgewechselt wurde.
Merkens erkämpfte sich schnell einen Stammplatz, bis er sich am 1. März 2014 im Derby gegen Preußen Münster nach einem Foul von Amaury Bischoff eine schwere Sprunggelenkverletzung zuzog. Bischoff wurde danach vom Platz gestellt und entschuldigte sich später mehrfach bei Merkens. Nach mehreren Operationen fiel er für fast ein Jahr aus. Im September 2015 rannte Merkens unmittelbar nach dem Schlusspfiff des Spiels Osnabrück gegen Münster in Alltagskleidung auf den Platz und schubste Bischoff zu Boden. Der Präsident von Osnabrück entschuldigte sich persönlich bei Bischoff, der auf eine Strafanzeige verzichtete. Am 13. Oktober 2016 wurde bekannt, dass der im Sommer 2016 vereinslos gewordene Mittelfeldspieler sich dem TSV Havelse anschließt, für den er bereits vor der Station in Osnabrück gespielt hatte.
Im Jahr 2018 gab Merkens bekannt, aufgrund der Spätfolgen nach seiner Verletzung im Jahr 2014 seine Fußballer-Karriere beenden zu müssen. Er zieht nach San Francisco, um dort den Master of International Business zu studieren.